# Loire 70
El Loire 70 fue un hidrocanoa monoplano trimotor de patrulla marítima de largo alcance, diseñado construido por la firma Loire Aviation, para cumplir con una especificación de la Marine Nationale francesa para un hidrocanoa de largo alcance emitida en 1932.
En este hidrocanoa y en la mayoría de los aviones franceses de la época de entreguerras, se aprecia que, los refinamientos aerodinámicos destacaban por su ausencia. Este avión no solo era estéticamente "feo", sino que tampoco era particularmente adecuado para su misión, lo que lo hacía peligroso para su tripulación. En ese momento, se le denominó jocosamente « cathédrale volante » ("catedral voladora "), ya que con sus ventanales y alturas su diseño parecía salir directamente de la cabeza de un arquitecto de época gótica. El Loire 70 es un típico ejemplo más de los obsoletos aviones en concepción y diseño, que Francia opuso en 1939-1940 a las fuerzas del Eje.

## Historia, diseño y desarrollo
El prototipo fue diseñado y construido por la firma Loire Aviation, una división de los Ateliers et Chantiers de la Loire , una empresa de construcción naval con sede en Saint-Nazaire, para cumplir con la especificación de la Marine Nationale solicitando un hidrocanoa de largo alcance emitida en 1932, compitiendo con las propuestas de las compañías Breguet Aviation (Breguet 521), Latécoère (Latécoère 582) y Lioré et Olivier (LeO H-42, no construido).
Era un monoplano de construcción íntegramente metálica, con un ala alta fuertemente arriostrada. El primer prototipo, propulsado por tres motores radiales de 9 cilindros Gnome et Rhône 9Kbr de 500 hp, dos montados como tractores y uno, el central, como impulsor, voló por primera vez el 28 de diciembre de 1933. En una etapa temprana de sus pruebas de vuelo, las hélices tripala Ratier fueron reemplazadas por hélices de dos palas de menor diámetro Gnome et Rhône. El Loire 70 era operado por ocho tripulantes.
El 22 de junio de 1934 se trasladó en vuelo a la Base d'aéronautique navale de Frëjus-Saint Raphaël para sus pruebas oficiales y, con fecha del 29 de diciembre, el Almirantazgo francés realizó un pedido de siete Loire 70 de producción.
El armamento defensivo comprendía seis ametralladoras Darne cal. 7,5 m: dos disparando desde posiciones laterales en la proa, una en la torreta delantera delante y debajo de la cabina de pilotos, una en la torreta dorsal y dos disparando a través de las escotillas traseras.
En la evaluación realizada en Saint Raphaël se constató, de que el prototipo tenía una relación empuje-peso insuficiente y, por lo tanto, al avión le fueron instalados  motores radiales Gnome et Rhône 9Kfr de 740 hp, los dos tractores accionando hélices bipalas y el impulsor central con una tripala. Simultáneamente, se eliminó la posición del arma de proa y se rediseñó la posición del bombardero-navegante que se ubicó en el extremo del morro, inmediatamente por delante y por debajo de la cabina de vuelo.
Después de estas modificaciones, se llevaron a cabo más pruebas, incluida una gira de resistencia en el Mediterráneo occidental que se llevó a cabo en abril de 1936; se ordenaron otras modificaciones, que comprendieron la ampliación de las superficies de cola y un aumento en la capacidad total de combustible de 4200 a 5600 l. Mientras tanto, la producción del Loire 70 fue progresando en Saint Nazaire, y los cascos de los tres primeros hidrocanoas se completaron en enero de 1936.
Uno de los Loire 70 fue motorizado temporalmente con tres motores radiales en su variante con reductor y sobrealimentador Hispano-Suiza 9Vbrs de 750 hp (Wright R-1820 Cyclone 9 fabricado bajo licencia)  y redesignado Loire 701; después de las pruebas de vuelo, el avión se reconvirtió de nuevo como un Loire 70 estándar.

## Historial operativo
El primer hidrocanoa de producción entró en servicio en junio de 1937 con la Escadrille E7 en La Karouba, Túnez; este tipo fue progresivamente reemplazando a los hidrocanoas biplanos CAMS 55 anteriormente operados por esta unidad. El séptimo y último aparato fue entregado el 15 de junio de 1938. El Loire 70 de producción tenía hélices neumáticas de tres palas para todos los motores, y mientras que los motores tractores estaban carenados, el impulsor no lo estaba. 
Al comienzo de la Segunda Guerra Mundial, la Escadrille E7 tenía siete Loire 70 en funcionamiento, incluido el prototipo original que se había convertido a los estándares de producción, ya que un aparato había sido dado de baja. 
Los Loire 70 patrullaron el Mediterráneo desde el comienzo de las hostilidades, de los que solo cuatro permanecían operativos el 12 de junio de 1940, cuando la Regia Aeronautica atacó la base aeronaval de La Karouba, destruyendo uno y dañando otros dos sin posibilidad de reparación. Por lo tanto, la Escadrille E7  quedó con un único hidrocanoa en servicio y el 1 de agosto de 1940, la unidad fue disuelta.

## Características técnicas
Referencia datos: 

### Características generales
- Tripulación: 8
- Longitud: 19,50 m
- Envergadura: 30,00 m
- Altura: 6,75 m
- Superficie alar: 136 m²
- Peso vacío: 6500 kg
- Peso cargado: 10500 kg
- Peso máximo al despegue: 11500 kg
- Planta motriz: 3× Radial 9 cilindros refrigerado por aire Gnome et Rhône 9Kfr.
  - Potencia: 550 kW (758 HP; 748 CV) cada uno.

### Rendimiento
- Velocidad nunca excedida (Vne): 235 km/h
- Velocidad crucero (Vc): 165 km/h
- Alcance: 3000 km
- Techo de vuelo: 4000 m
- Régimen de ascenso: 1000 m (3280 pies) en 6 min 3000 m (9840 pies) en 26 min 6 s

### Armamento
- Ametralladoras: 6× Darne cal. 7,5 mm
- Bombas: 4 de 150 kg